# فرانک لوستیس
فرانک لوستیس (انگلیسی: Franck L'Hostis؛ زادهٔ ۳ آوریل ۱۹۹۰) بازیکن فوتبال اهل فرانسه است.
از باشگاه‌هایی که در آن بازی کرده‌است می‌توان به باشگاه ورزشی آمیان، آ.اس موناکو، و باشگاه فوتبال کلرمون فوت اشاره کرد.